# TOHOシネマズ渋谷
TOHOシネマズ渋谷（とうほうシネマズしぶや、TOHO CINEMAS SHIBUYA）は、TOHOシネマズ株式会社が経営・運営するシネマコンプレックス。東京都渋谷区道玄坂の『渋東シネタワー』（ビル名称）内にある。
チケット売り場は1階にあり、上映されている作品のチケットはすべてここで購入できる。2011年7月15日、渋東シネタワーを改装し、「vit」および「シネマイレージ」を導入の上リニューアルオープン。同年11月30日、下層階（地下1階、地上1階・2階・3階）を改築し、6スクリーンに増設してリニューアルオープンした。

## 沿革
- 1991年7月6日：渋谷東宝会館跡地に渋東シネタワー（4スクリーン）が開業。
- 2006年10月1日：運営会社が東宝株式会社からTOHOシネマズ株式会社に変更。
- 2007年3月1日：株式会社渋谷文化劇場がTOHOシネマズに吸収合併される。
- 2011年2月2日：渋東シネタワー1・2を一時閉館。同年7月15日、TOHOシネマズ渋谷のスクリーン1・2・3・4として再開業する。
- 2011年11月30日：渋東シネタワー3・4を改修し、TOHOシネマズ渋谷スクリーン5・6とする。

## 概要

### 渋東シネタワー

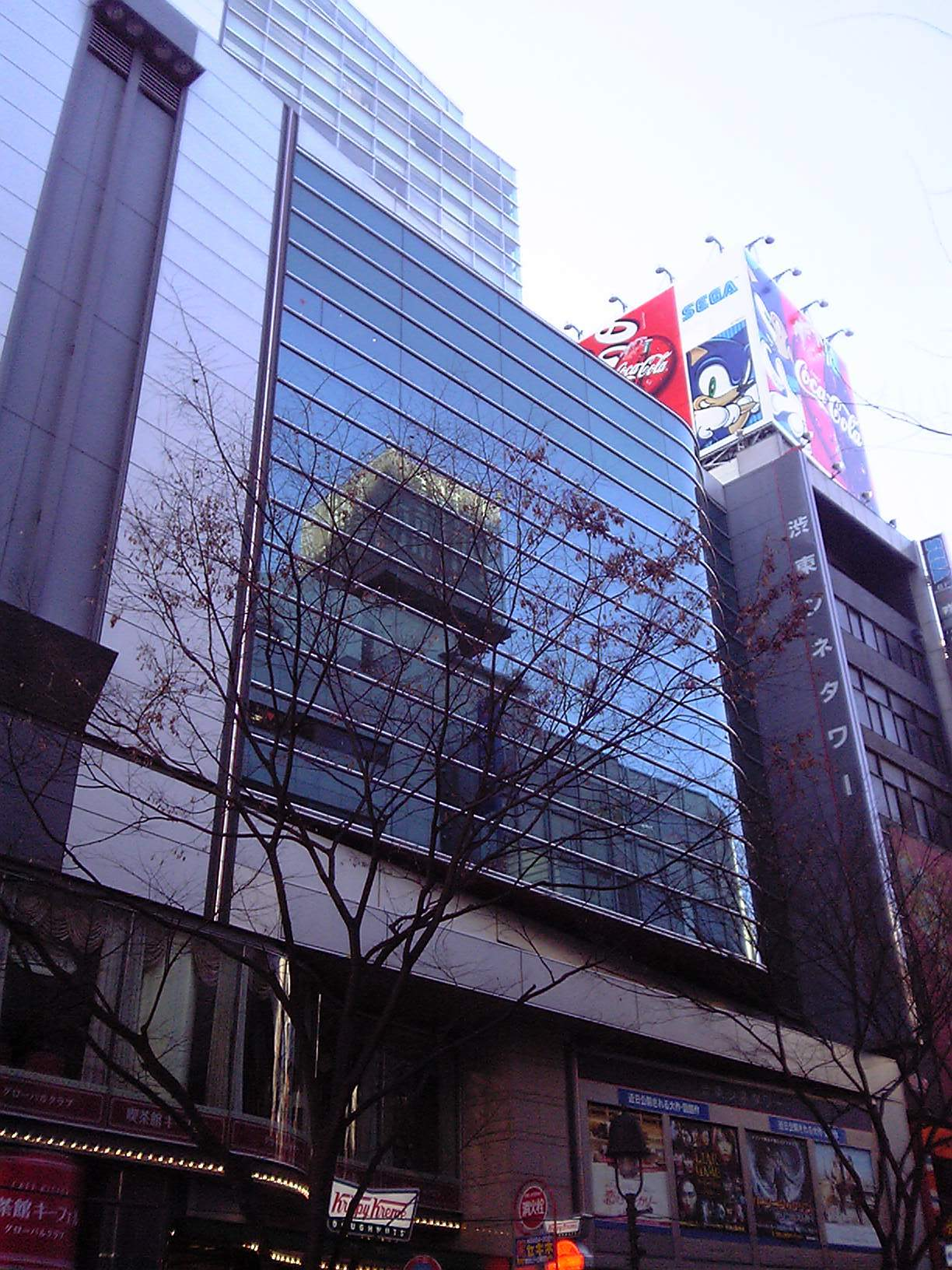
2010年1月に撮影された渋東シネタワービルの外観。建物正面に『恋するベーカリー』『LIAR GAME ザ・ファイナル・ステージ』『パーシー・ジャクソンとオリンポスの神々』『のだめカンタービレ最終楽章（後編）』の告知看板が掲げられていた。

1991年（平成3年）7月6日、渋谷東宝会館は『渋東シネタワー』と改称し、4スクリーンに増設して再オープンした。「渋東」の名称は、かつてこの地にあった「渋谷東宝」に由来する。
2006年（平成18年）9月30日までは、シネタワー1・2・4は東宝が、シネタワー3は2007年2月28日まで渋谷文化劇場が所有していたが、2007年（平成19年）3月1日よりTOHOシネマズに合併統合された。

#### シネタワー時代の概要
| スクリーン  | 定員（座席数） | 車椅子席 | 音響方式            | 詳細 |
| ----------- | -------------- | -------- | ------------------- | --- |
| シネタワー1 | 606            | 2        | SRD/SRD-EX/DTS/SDDS | ビルの7階（現在のスクリーン1・2）。椅子の色は青。 常に洋画と、ヒット予想の高い邦画が上映された。 TOHOシネマズスカラ座系の東宝洋画系チェーンであった。 |
| シネタワー2 | 790            | 2        | SRD/SRD-EX/DTS/SDDS | ビルの4階・5階（現在のスクリーン3・4。5階は2階席）。椅子の色は赤。 常に、大作の東宝洋画系作品が上映された。 TOHOシネマズ日劇（以下TC日劇）スクリーン1系のチェーン。 2階席を設けており、かつては全席指定で料金は2,500円であった。 |
| シネタワー3 | 342            | 2        | SRD/SRD-EX/DTS      | ビルの2階（現在のスクリーン5）。椅子の色はピンク。洋画と邦画が上映された。TC日劇スクリーン3系のチェーン。 |
| シネタワー4 | 248            | 2        | SRD/SRD-EX          | ビルの地下1階（現在のスクリーン6）。椅子の色は紫。東宝邦画系作品のみを上映していた。 TC日劇スクリーン2系のチェーンであった。1カ月に1作程度の割合で、新作が公開された。 オープン当時は日比谷映画、みゆき座系のチェーンだったが、渋谷宝塚劇場の老朽化による閉館のため、1997年5月31日より同劇場からTC日劇スクリーン2（当時は日劇東宝）系=東宝邦画系のチェーンを引き継いだ。 1999年12月18日、渋谷宝塚跡地に複合商業ビル「QFRONT」がオープンし、同ビルの7階に映画館「渋谷シネフロント」が開館した。 なお、シネフロントは2010年1月22日をもって閉館し、同年4月23日、核テナントであるTSUTAYA渋谷店のコミックフロアに改装オープンした。 |

※ただし、シネタワー時代末期（2009年以降）はヒット予想の高い作品により、客入りなどで上映館を4館内で入れ変えることも多かった。

### TOHOシネマズ渋谷
2011年（平成23年）、開館から20周年を迎えた渋東シネタワーは大幅なリニューアル工事を実施。まず同年2月より上層階にあったシネタワー1と2を閉鎖・改装し、同年7月15日、TOHOシネマズ渋谷スクリーン1・2・3・4がオープン。次いで下層階のシネタワー3・4を改装し、同年11月30日にTOHOシネマズ渋谷スクリーン5・6がオープン。同時に全スクリーンの上映方式も長らく続いた35mmフィルム上映からデジタル上映へと移行した。これにより映画館としての渋東シネタワーは消滅することになったが、建物自体は引き続き渋東シネタワーの名称が使用されている。
TOHOシネマズになってからは、東宝系の邦画・洋画のみならず、丸の内ピカデリー1・2・3で上映される松竹映画やワーナー・ブラザース映画、丸の内TOEIで上映される東映系映画も一部上映するようになった。

#### 各館の概要
| スクリーン | 定員（座席数） | 車椅子席 | 音響方式                      |
| ---------- | -------------- | -------- | ----------------------------- |
| 1          | 154            | 2        | 5.1チャンネルデジタルサウンド |
| 2          | 197            | 2        | 5.1チャンネルデジタルサウンド |
| 3          | 297            | 2        | 5.1チャンネルデジタルサウンド |
| 4          | 115            | 2        | 5.1チャンネルデジタルサウンド |
| 5          | 234            | 2        | 5.1チャンネルデジタルサウンド |
| 6          | 215            | 2        | 5.1チャンネルデジタルサウンド |

全スクリーンともデジタル3D上映に対応している。

## 代表作

### スクリーン1
ビルの7階。定員608人。常に洋画と、ヒット予想の高い邦画が上映された。TOHOシネマズスカラ座系の東宝洋画系チェーンである。
- 代表作：『ホーム・アローン』（オープニング上映作品）、『曼荼羅 若き日の弘法大師・空海』、『シティ･スリッカーズ』、『ミンボーの女』、『遥かなる大地へ』、『ブーメラン』、『プリティ・リーグ』、『永遠に美しく…』、『天使にラブ・ソングを…』シリーズ、『アラジン』、『めぐり逢えたら』、『シンドラーのリスト』、『メジャーリーグ』シリーズ（2、3）、『フリントストーン/モダン石器時代』、『ビバリーヒルズ・コップ3』、『薔薇の素顔』、『ジュニア』、『ストリートファイター（ハリウッド実写版）』、『ポカホンタス』、『ブレイブハート』、『ショーガール』、『セブン』、『カジノ』、『ミッション:インポッシブル』、『デイライト』、『身代金』、『スター・ウォーズ』シリーズ（エピソード4・5・6の特別篇）、『スピード2』、『コン・エアー』、『エアフォース・ワン』、『ゲーム』、ジェームズ・ボンド シリーズ（『007 トゥモロー・ネバー・ダイ』、『007 ワールド・イズ・ノット・イナフ』）、『スターシップ・トゥルーパーズ』、『仮面の男』、『Xファイル ザ・ムービー』、『メリーに首ったけ』、『パッチ・アダムス トゥルー・ストーリー』、『エントラップメント』、『ファイト・クラブ』、『ザ・ビーチ』、『スチュアート・リトル』、『U-571』、『シックス・デイ』、『クリムゾン・リバー』、『JSA』、『千と千尋の神隠し』、『バニラ・スカイ』、『ビューティフル・マインド』、『K-19』、『8 Mile』、『踊る大捜査線 THE MOVIE 2』、『リーグ・オブ・レジェンド』、『シュレック2』、『ヴァン・ヘルシング』、『ハウルの動く城』、『宇宙戦争』、『四月の雪』、『春の雪』、『Mr.&Mrs. スミス』、『カーズ』、『X-MEN:ファイナル ディシジョン』、『プラダを着た悪魔』、『ナイト ミュージアム』、『バベル』、『西遊記』、『HERO』、『アース』、『エリザベス:ゴールデン・エイジ』、『スパイダーウィックの謎』、『ランボー/最後の戦場』、『奇跡のシンフォニー』、『崖の上のポニョ』、『ウォーリー』、『感染列島』、『オーストラリア』、『マーリー 世界一おバカな犬が教えてくれたこと』、『バーン・アフター・リーディング』、『消されたヘッドライン』、『アマルフィ 女神の報酬』、『BALLAD 名もなき恋のうた』、『イングロリアス・バスターズ』、『パブリック・エネミーズ』、『のだめカンタービレ 最終楽章』（前編）、『サロゲート』、『パーシー・ジャクソンとオリンポスの神々』、『ダレン・シャン』、『シャッター アイランド』、『グリーン・ゾーン』、『プリンス・オブ・ペルシャ/時間の砂』、『トイ・ストーリー3』、『十三人の刺客（2010）』、『ノルウェイの森』、『僕と妻の1778の物語』 ほか

### スクリーン2
ビルの4階・5階（5階は2階席）。定員792人。常に、大作の東宝洋画系作品が上映された。TOHOシネマズ日劇（以下TC日劇）スクリーン1系のチェーン。2階席を設けており、かつては全席指定で料金は2,500円であった。
- 代表作：『バックドラフト』（オープニング上映作品）、『ターミネーター』シリーズ（2、3。『T4』からは松竹東急系の為上映無し）、『ケープ・フィアー』、『愛人/ラマン』、『エイリアン』シリーズ（3、4）、『ホーム・アローン2』、『ロボコップ3』、『ジュラシック・パーク』シリーズ、『クリフハンガー』、『ライオン・キング』、『トゥルーライズ』、『スピード』、『フォレスト・ガンプ/一期一会』、『ダイ・ハード』シリーズ（3、4.0）、『クリムゾン・タイド』、『007 ゴールデンアイ』、『ブロークン・アロー』、『ツイスター』、『ザ・ロック』、『インデペンデンス・デイ』、『タイタニック』、『プライベート・ライアン』、『アルマゲドン』、『スター・ウォーズ』シリーズ（エピソード1・2・3）、『ハムナプトラ』シリーズ、『シックス・センス』、『エンド・オブ・デイズ』、『ミッション:インポッシブル』シリーズ（『M:I-2』、『M:i:III』）、『X-MEN』シリーズ（1、2）、『チャーリーズ・エンジェル』、『ホワット・ライズ・ビニース』、『トゥームレイダー』、『地獄の黙示録（2002年の特別完全版）』、『ブラックホーク・ダウン』、『スパイダーマン』シリーズ、『マイノリティ・リポート』、『戦場のピアニスト』、『ザ・コア』、『デイ・アフター・トゥモロー』、『ボーン・スプレマシー』、『ダ・ヴィンチ・コード』、『ハンニバル・ライジング』、『トランスフォーマー』シリーズ（正編、続編『リベンジ』）、『ファンタスティック・フォー:銀河の危機』、『ボーン・アルティメイタム』、『インディ・ジョーンズ/クリスタル・スカルの王国』、『ウォンテッド』、『レッドクリフ』（Part I・Part II）、『地球が静止する日』、『マンマ・ミーア!』、『ワルキューレ』、『天使と悪魔』、『ROOKIES -卒業-』、『ごくせん THE MOVIE』、『ナイト ミュージアム2』、『20世紀少年 最終章 -ぼくらの旗-』、『沈まぬ太陽』、『アバター』、『オーシャンズ』、『LIAR GAME The Final Stage』、『ウルフマン』、『のだめカンタービレ 最終楽章』（後編）、『劇場版TRICK 霊能力者バトルロイヤル』、『アイアンマン2』、『踊る大捜査線 THE MOVIE3』、『借りぐらしのアリエッティ』、『THE LAST MESSAGE 海猿』、『ナイト&デイ』、『SP THE MOTION PICTURE 野望篇』、『SPACE BATTLESHIP ヤマト』、『アンストッパブル』 ほか

### スクリーン3
ビルの2階。定員344人。洋画と邦画が上映された。TC日劇スクリーン3系のチェーン。
- 代表作：『キンダガートン・コップ』（オープニング上映作品）、『美女と野獣』、『平成狸合戦ぽんぽこ』、『9か月』、『もののけ姫』、『ドクター・ドリトル』、『恋に落ちたシェイクスピア』、『PLANET OF THE APES/猿の惑星』、『光の旅人 K-PAX』、『ボーン・アイデンティティー』、『ハルク』、『阿修羅のごとく』、『ブルース・オールマイティ』、『クリムゾン・リバー2 黙示録の天使たち』、『オペラ座の怪人』、『AVP』、『ナショナル・トレジャー』、『NANA』、『ファンタスティック・フォー ［超能力ユニット］』、『THE 有頂天ホテル』、『ゲド戦記』、『ドリームガールズ』、『ホリデイ』、『レミーのおいしいレストラン』、『ミス・ポター』、『スターダスト』、『椿三十郎（2008）』、『少林少女』、『ミスト』（夜のみ）、『ザ・マジックアワー』、『ハプニング』、『セックス・アンド・ザ・シティ』、『アイアンマン』、『Xファイル：真実を求めて』、『私は貝になりたい』 、『ソウ5』（夜のみ）、『ザ・ローリング・ストーンズ・シャイン・ア・ライト』（夜のみ）、『チェ』（28歳の革命・39歳 別れの手紙）、『チェンジリング』、『DRAGONBALL EVOLUTION』、『クローズZERO II』、『サブウェイ123 激突』、『ウルヴァリン:X-MEN ZERO』、『私の中のあなた』、『カールじいさんの空飛ぶ家』、『ハート・ロッカー』、『プレデターズ』（夜のみ）、『魔法使いの弟子』、『ロビン・フッド』 ほか

### スクリーン4
ビルの地下1階。定員250人。東宝邦画系作品のみを上映していた。TC日劇スクリーン2系のチェーンである。1カ月に1作程度の割合で、新作が公開された。
オープン当時は日比谷映画、みゆき座系のチェーンだったが、渋谷宝塚劇場の老朽化による閉館のため、1997年5月31日より同劇場からTC日劇スクリーン2（当時は日劇東宝）系=東宝邦画系のチェーンを引き継いだ。1999年12月18日、渋谷宝塚跡地に複合商業ビル「QFRONT」がオープンし、同ビルの7階に映画館「渋谷シネフロント」が開館した。なお、シネフロントは2010年1月22日をもって閉館し、同年4月23日、核テナントであるTSUTAYA渋谷店のコミックフロアに改装オープンした。
- 代表作：『おもひでぽろぽろ』、『七人の侍』（リバイバル上映）、『ホット･ショット』、『紅の豚』、『ミスター・ベースボール』、『クール・ランニング』、『家なき子』、平成『ガメラ』シリーズ（大怪獣空中決戦、レギオン襲来）、『耳をすませば』、『ゲレンデがとけるほど恋したい。』、『ナッティ・プロフェッサー クランプ教授の場合』、『ロミオ+ジュリエット』、『恋は舞い降りた。』（渋谷宝塚閉鎖後の続映）、『学校の怪談』（3・4）、『リング』3部作、『らせん』、『踊る大捜査線 THE MOVIE』、『死国』、『ホイチョイ・ムービー』シリーズ（『メッセンジャー』、『バブルへGO!! タイムマシンはドラム式』）、『ゴジラ』シリーズ（ミレニアムシリーズ以降）、『どら平太』、『世にも奇妙な物語 映画の特別編』、『仄暗い水の底から』、『トリック劇場版』（1・2）、『黄泉がえり』、『着信アリ』（1・2）、『世界の中心で、愛をさけぶ』、『海猿 ウミザル』（1・2）、『いま、会いにゆきます』、『ALWAYS 三丁目の夕日』（正編・続編）、『NANA2』、『愛の流刑地』、『舞妓Haaaan!!!』、『チーム・バチスタの栄光』、『ノーカントリー』（夜のみ）、『クローバーフィールド/HAKAISHA』（夜のみ）、『フィクサー』（夜のみ）、『隠し砦の三悪人 THE LAST PRINCESS』、『花より男子FINAL』、『20世紀少年』（第1章・2章）、『容疑者Xの献身』、『アンダーワールド ビギンズ』（夜のみ）、『ピンクパンサー2』（夜のみ）、『ラスト・ブラッド』、『ノウイング』、『ボルト』、『ワイルド・スピード MAX』、『スペル』、『パラノーマル・アクティビティ』、『恋するベーカリー』、『特攻野郎Aチーム THE MOVIE』（夜のみ）、『キス&キル』、『ドラえもん』シリーズ（『南海大冒険』以降）、『クレヨンしんちゃん』シリーズ（第1作および第6作以降）、『ポケットモンスター』シリーズ（第2作以降）、『とっとこハム太郎』シリーズ（第3作まで） ほか